# Adoretus ladakanus
Adoretus ladakanus är en skalbaggsart som beskrevs av Ohaus 1914. Adoretus ladakanus ingår i släktet Adoretus och familjen Rutelidae. Inga underarter finns listade i Catalogue of Life.